# اچ‌ام‌سی‌اس هیورن (دی‌دی‌جی ۲۸۱)
اچ‌ام‌سی‌اس هیورن (دی‌دی‌جی ۲۸۱) (به انگلیسی: HMCS Huron (DDG 281)) یک کشتی بود که طول آن ۱۲۹٫۸ متر (۴۲۵٫۹ فوت) بود. این کشتی در سال ۱۹۷۱ ساخته شد.